# Мездрич, Борис Михайлович
Борис Михайлович Ме́здрич (род. 1948, Омск) — советский и российский деятель культуры, театральный менеджер.

## Биография
Родился в 1948 году в Омске. Окончил геолого-геофизический факультет Новосибирского университета по специальности «инженер-геолог-геохимик». В 1972—1980 годах стажёр-исследователь, в 1980 году младший научный сотрудник Дальневосточного геологического института во Владивостоке; председатель совета молодёжных клубов города.
В 1980—1987 годах, по приглашению главного режиссёра Ефима Табачникова, заместитель директора Приморского краевого театра драмы имени Горького. В 1987—1989 годах директор Приморского краевого театра юного зрителя. В 1989—2001 годах директор Омского академического театра драмы. В 2001—2008 годах директор Новосибирского академического театра оперы и балета (НГАТОиБ). В 2008—2010 годах — директор Российского академического театра драмы имени Фёдора Волкова в Ярославле. В 2011 году вновь назначен директором Новосибирского государственного академического театра оперы и балета.
В марте 2015 года был уволен с должности директора НГАТОиБ в связи с постановкой Тимофея Кулябина оперы «Тангейзер».
4 июня 2015 года, приказом временно исполняющего обязанности директора, назначен исполнительным директором Театра на Литейном в Санкт-Петербурге, однако позднее представители комитета по культуре Ленинградской области опровергли информацию о назначении, сославшись на то, что кандидатура Мездрича не была согласована с ними. Впоследствии приказ о назначении Бориса Мездрича был аннулирован.
В сентябре 2015 года возглавит список кандидатов в депутаты законодательного собрания Новосибирской области от политической партии «Яблоко».
С 2018 по 2021 год — директор театра «Практика».

## Награды
Лауреат премии «Персона года»-2014 журнала «Музыкальное обозрение», Заслуженный работник культуры Российской Федерации (1999), лауреат международной театральной премии имени К. С. Станиславского «За выдающийся вклад в развитие театрального дела в России» (2009).
Автор 12 научных статей.